# 대구용산초등학교
대구용산초등학교는 대한민국 대구광역시 달서구에 있는 공립 초등학교이다.

## 역사
- 1985년 3월 1일 - 대구용산국민학교 개교(설립인가 1월 18일, 1~6학년 31학급 661명)
- 1999년 3월 1일 - 대구장산초등학교 개교와 함께 분리 이관
- 1999년 9월 1일 - 대구용전초등학교 개교와 함께 분리 이관
- 2010년 3월 1일 - 34학급편성(특수1)
- 2011년 3월 1일 - 34(1)학급편성, 912명
- 2012년 3월 1일 - 35(2)학급 편성(재학생 800명)
- 2013년 3월 1일 - 30(1)학급 편성(재학생 700명)
- 2014년 3월 1일 - 30(1)학급편성(재학생 660명)
- 2015년 12월 30일 - 30(1)학급편성(재학생 661명)
- 2016년 3월 1일 - 28(1)학급편성(재학생 629명)
- 2017년 3월 1일 - 24(특수학급 1)학급편성(재학생 588명)

## 학교 상징
- 교목(校木) - 소나무
- 교화(敎化) - 개나리

## 참고 자료
- 대구용산초등학교 - 한국교육학술정보원 학교알리미